# Osiemnasty Kneset
Osiemnasty Kneset – osiemnasta kadencja parlamentu Izraela odbywająca się w latach 2009–2013.
Przedterminowe wybory parlamentarne odbyły się 10 lutego 2009.

## Oficjalne wyniki wyborów
Kadima otrzymała 28 mandatów (22,47% głosów), Likud – 27 (21,61%), Nasz Dom Izrael – 15 (11,70%), Partia Pracy – 13 (9,93%), Szas 11 (8,49%), Zjednoczony Judaizm Tory – 5 (4,39%), Zjednoczona Lista Arabska – 4 (3,38%), Unia Narodowa – 4 (3,34%), Hadasz – 4 (3,32%), Merec-Jachad – 3 (2,95%), Żydowski Dom – 3 (2,87%) oraz Balad – 3 (2,48%).

## Posłowie
Posłowie wybrani w wyborach:
| Partia                                   | Posłowie |
| ---------------------------------------- | --- |
| Kadima (28)                              | Sza’ul Mofaz, Dalja Icik, Roni Bar-On, Me’ir Szitrit, Ruchama Awraham, Marina Solodkin, Jo’el Chason, Ja’akow Edri, Ze’ew Bielski, Ronit Tirosz, Nachman Szaj, Szelomo Mola, Robert Tiwjajew, Madżalli Wahbi, Rachel Adatto, Jochanan Plesner, Szaj Chermesz, Jisra’el Chason, Arje Bibi, Otni’el Szneller, Orit Zu’arec, Chajjim Ramon, Cachi Hanegbi, Ze’ew Bojm, Eli Aflalo, Cippi Liwni, Gidon Ezra, Awi Dichter |
| Likud (27)                               | Binjamin Netanjahu, Gidon Sa’ar, Gilad Erdan, Re’uwen Riwlin, Ze’ew Binjamin Begin, Mosze Kachlon, Silwan Szalom, Mosze Ja’alon, Juwal Steinitz, Le’a Nas, Jisra’el Kac, Juli-Jo’el Edelstein, Limor Liwnat, Chajjim Kac, Micha’el Etan, Dan Meridor, Cippi Chotoweli, Gila Gamli’el, Ze’ew Elkin, Jariw Lewin, Cijjon Pinjan, Ajjub Kara, Danny Danon, Karmel Szama, Ofir Akunis, Miri Regew, Josi Peled            |
| Nasz Dom Izrael (Jisra’el Beiteinu) (15) | Awigdor Lieberman, Uzzi Landau, Stas Misieżnikow, Jicchak Aharonowicz, Sofa Landwer, Orli Lewi-Abekasis, Danijjel Ajjalon, Dawid Rotem, Anastasija Micha’eli, Faina Kirschenbaum, Robert Ilatow, Hamad Amar, Mosze Muc Matalon, Lija Szemtow, Aleks Miller |
| Partia Pracy (13)                        | Szelli Jachimowicz, Jicchak Herzog, Awiszaj Brawerman, Etan Kabel, Binjamin Ben Eli’ezer, Danijjel Ben-Simon, Juli Tamir, Amir Perec, Ehud Barak, Mattan Wilnaj, Szalom Simchon, Orit Noked, Ofir Pines-Paz |
| Szas (11)                                | Eli Jiszaj, Chajjim Amsalem, Ari’el Ati’as, Jicchak Kohen, Amnon Kohen, Meszullam Nahari, Ja’akow Margi, Dawid Azulaj, Jicchak Waknin, Nissim Ze’ew, Awraham Micha’eli |
| Zjednoczony Judaizm Tory (5)             | Ja’akow Litzman, Mosze Gafni, Uri Maklew, Eli’ezer Mozes, Me’ir Porusz |
| Unia Narodowa (4)                        | Ja’akow Kac, Uri Ari’el, Arje Eldad, Micha’el Ben-Ari |
| Hadasz (4)                               | Muhammad Baraka, Hana Sweid, Dow Chenin, Afu Agbaria |
| Zjednoczona Lista Arabska (4)            | Ibrahim Sarsur, Taleb El-Sana, Masud Ghanajim, Ahmad at-Tajjibi, |
| Żydowski Dom (3)                         | Danijjel Herszkowic, Zewulun Orlew, Uri Orbach |
| Merec-Jachad (3)                         | Ilan Gilon, Niccan Horowic, Chajjim Oron |
| Balad (3)                                | Dżamal Zahalika, Sa’id Nafa, Hanin Zubi |

### Zmiany
Zmiany w trakcie kadencji:
| Następca                 | Poprzednik     | Partia                   | Data             |
| ------------------------ | -------------- | ------------------------ | ---------------- |
| Julja Szamalow-Berkowicz | Chajjim Ramon  | Kadima                   | 2 lipca 2009     |
| Enat Wilf                | Ofir Pines-Paz | Partia Pracy             | 10 stycznia 2010 |
| Raleb Madżadele          | Juli Tamir     | Partia Pracy             | 13 kwietnia 2010 |
| Nino Abesadze            | Cachi Hanegbi  | Kadima                   | 9 listopada 2010 |
| Jisra’el Eichler         | Me’ir Porusz   | Zjednoczony Judaizm Tory | 6 lutego 2011    |
| Szachiw Szana’an         | Mattan Wilnaj  | Partia Pracy             | 14 lutego 2012   |
| Doron Awital             | Ze’ew Bojm     | Kadima                   | 18 marca 2011    |
| Zehawa Galon             | Chajjim Oron   | Merec-Jachad             | 25 marca 2011    |
| Awraham Du’an            | Eli Aflalo     | Kadima                   | 25 stycznia 2012 |
| Juwal Celner             | Cippi Liwni    | Kadima                   | 3 maja 2012      |
| Akram Chason             | Gidon Ezra     | Kadima                   | 17 maja 2012     |
| Ahmad Zabbah             | Awi Dichter    | Kadima                   | 16 sierpnia 2012 |
| Alali Adamso             | Josi Peled     | Likud                    | 16 września 2012 |
| Joram Marciano           | Amir Perec     | Partia Pracy             | 9 grudnia 2012   |